# Oscar Dickson
Oscar Dickson (født 2. december 1823, død 6. juni 1897) var en svensk friherre og forretningsmand, søn af James Dickson (1784-1855), bror til James Dickson (1815-1885), fætter til Charles Dickson.
Han fik sin uddannelse dels ved Göteborgs Handelsinstitut, dels ved Handelsakademiet i Lübeck. I 1841 tog han ansættelse på James Dickson & Co.’s kontor i Göteborg og 1846 på Dickson brothers & Co.’s kontor i London. Allerede 1847 blev han disponent for de Dicksonske ejendomme i Norrland.
I 1851 indtrådte Dickson som deltager i firmaet og vendte 1855 tilbage til Göteborg, hvor han senere var bosat, og hvor han havde en mængde vigtige kommunale hverv. I 1854 overtog han varetagelsen af firmaets anliggender i Vermland, rnen solgte de vermlandske ejendomme 1856 og 1857.
I 1864 udrustede han frivillige til hjælp for Danmark i krigen mod Tyskland, og det følgende år virkede han med iver og held for repræsentationsforslagets gennemførelse. I 1866 var han medlem af komiteen for den skandinaviske udstilling i Stockholm og 1867 medlem af komiteen for verdensudstillingen i Paris.
I 1873 blev han formand for sundhedskommissionen i Göteborg og 1877 medlem af den såkaldte vekselkomité. I 1875 blev han udset til æresmedlem af juryen ved den geografiske kongres i Paris. I 1880 blev Dickson ophøjet i adelsstanden og 1885 friherre. Ved Uppsala Universitets jubelfest 1877 blev han æresdoktor i filosofien.
I 1885 trådte han tilbage fra samtlige sine offentlige stillinger. Han har med en sjælden gavmildhed støttet en mængde videnskabelige og kunstneriske bestræbelser i Sverige. Således har han for eksempel for største delen bekostet de Nordenskiöldske ekspeditioner og 1875 givet bidrag til beskrivelsen af Jenissejekspeditionens videnskabelige resultat.
I 1882 bekostede Dickson den svenske deltagelse i fiskeriudstillingen i Edinburgh, 1894 deltog han i omkostningerne ved opsøgelsen af de opdagelsesrejsende Björling og Kallstenius, 1896 og 1897 ved Andrées polarekspeditioner i ballon og 1898 (posthumt) ved A.G. Nathorsts polarekspedition.